# Paulinho McLaren
Paulo César Vieira Rosa, detto Paulinho McLaren (Igaraçu do Tietê, 28 settembre 1963), è un allenatore di calcio ed ex calciatore brasiliano, di ruolo attaccante.
Il soprannome McLaren gli fu dato dal fatto che esultasse mimando di guidare una vettura di Formula 1.

## Caratteristiche tecniche
Gioca come attaccante. Riusciva a segnare diverse reti, conquistando anche il titolo di capocannoniere del Campeonato Brasileiro Série A 1991.

## Carriera

### Club
Nato nello stato di San Paolo, iniziò la carriera professionistica nell'União Bandeirante di Birigui, nel 1981. Giocò poi per Serra Negra (1985), Sãocarlense, (1986), Comercial di Ribeirão Preto (1987), Barretos (1988), e nella Votuporanguense nel 1989, prima di approdare ad una squadra più importante, l'Atlético Paranaense, nel 1989. Non ebbe molte opportunità di giocare e per questo fu ceduto al Figueirense. Nel club di Florianópolis, Paulinho si mise in evidenza per i gol segnati, attirando l'attenzione del Santos.
Paulinho, che si era guadagnato il soprannome di McLaren perché vi correva Ayrton Senna in Formula 1, approdò al Santos, formando delle buone coppie d'attacco con Serginho Chulapa, Almir e Guga, laureandosi capocannoniere del campionato del 1991 con quindici reti.
Alla fine del 1992 Paulinho si trasferì in Portogallo, precisamente al Porto, sua unica squadra europea in carriera, vincendo campionato e supercoppa. L'anno seguente tornò in Brasile, all'Internacional, vincendo il Campionato Gaúcho 1994 ed il titolo di capocannoniere della Copa do Brasil. Dopo il club di Porto Alegre, giocò per Portuguesa (1994-1995 e 1997), Cruzeiro (1995 e 1996), Fluminense (1997), Atlético (MG) (1998), Miami Fusion (1998) e chiuse la carriera nel Santa Cruz nel 1999.

## Palmarès

### Giocatore

#### Club

##### Competizioni statali
- Campionato Gaúcho: 1

Internacional: 1994

##### Competizioni nazionali
- Campionato portoghese: 1

Porto: 1992-1993
- Supercoppa di Portogallo: 1

Porto: 1991

##### Competizioni internazionali
- Copa de Oro: 1

Cruzeiro: 1995

#### Individuale
- Capocannoniere del campionato brasiliano: 1

1991 (15 gol)
- Capocannoniere della Coppa del Brasile: 1

1994 (6 gol)
- Capocannoniere del Campionato Paulista: 1

1996 (20 gol)

### Allenatore
- Campeonato Mineiro Módulo II: 1

Uberlândia: 2015